# عرفان فندي
إيرفان فندي (13 أغسطس 1997 بسنغافورة - ) هو لاعب كرة قدم سنغافوري في مركزي مهاجم ‏ والهجوم. شارك مع منتخب سنغافورة تحت 23 سنة لكرة القدم. أما مع النوادي، فقد لعب مع نادي أونيفرسيداد كاتوليكا ونادي هوم يونايتد ويانج لايونز.

## وصلات خارجية
- عرفان فندي على موقع قاعدة بيانات كرة القدم.إي يو (الإنجليزية)
- عرفان فندي على موقع ناشيونال فوتبول تيمز (الإنجليزية)
- عرفان فندي على موقع Soccerway.com (الإنجليزية)
- عرفان فندي على موقع عالم كرة القدم.نت (الإنجليزية)